# Luobbeln
Luobbeln är en sjö i Arjeplogs kommun i Lappland och ingår i Piteälvens huvudavrinningsområde. Sjön har en area på 0,542 kvadratkilometer och ligger 460,1 meter över havet. Luobbeln ligger i Piteälven Natura 2000-område. Sjön avvattnas av vattendraget Ribraurjåkkå.

## Delavrinningsområde
Luobbeln ingår i det delavrinningsområde (733366-162211) som SMHI kallar för Utloppet av Luobbeln. Medelhöjden är 523 meter över havet och ytan är 6,43 kvadratkilometer. Räknas de 7 avrinningsområdena uppströms in blir den ackumulerade arean 137,76 kvadratkilometer. Ribraurjåkkå som avvattnar avrinningsområdet har biflödesordning 3, vilket innebär att vattnet flödar genom totalt 3 vattendrag innan det når havet efter 205 kilometer. Avrinningsområdet består mestadels av skog (89 procent). Avrinningsområdet har 0,54 kvadratkilometer vattenytor vilket ger det en sjöprocent på 8,5 procent.